# Жемчуг дракона Z
Dragon Ball Z (яп. ドラゴンボールZ Дорагон Бо:ру Дзэтто) — японский аниме-сериал, созданный Toei Animation. Это продолжение Dragon Ball, экранизирующее последние 325 из 519 глав оригинальной манги «Жемчуг дракона», созданной Акирой Ториямой, которая издавалась в Weekly Shonen Jump с 1988 по 1995 год. Dragon Ball Z был показан в Японии на Fuji TV с 26 апреля 1989 г. по 31 января 1996 г., до того, как был озвучен на таких территориях, как США, Канада, Австралия, Европа, Азия и Латинская Америка. Он транслировался по меньшей мере в 81 стране мира. Является частью медиафраншизы «Жемчуг дракона».
Dragon Ball Z продолжает приключения Гоку, который вместе со своими спутниками защищает Землю от злодеев, начиная от инопланетян (Frieza), андроидов (Cell) и других существ (Majin Buu). В то время как оригинальное аниме следовало за Гоку с детства до ранней взрослой жизни, Dragon Ball Z является продолжением его взрослой жизни, но в то же время идет параллельно жизни его сына Гохана, а также развития его конкурента Вегеты.

## История
Премьера первого эпизода состоялась 26 апреля 1989 года на телеканале Fuji TV, где сериал показывали в то же время, как и первую часть. Всего был снят 291 эпизод. Последний вышел 31 января 1996 года.

## Сюжет
Действие аниме происходит через пять лет после свадьбы Гоку и Чичи (в 18-м томе манги). С тех пор у них родился сын, которого назвали Гохан. Начинается новая история с того, что на Землю с другой планеты прилетает таинственный космический воин по имени Радитц, старший брат Гоку, и что, оказывается, Гоку тоже из внеземной расы воинов — саянов, из представителей которой сейчас в живых осталось только четверо. Гоку жертвует собой, чтобы Пикколо убил Радитца. Но на этом беды для Земли не закончились, осталось ещё 2 живых саяна — Наппа и Веджита, и они отправляются на Землю, чтобы получить драгонболлы и воспользоваться ими. Гоку тем временем попадает в загробный мир и проходит тренировки у Северного Кайо, где улучшает свои физические показатели, а также изучает такие приемы, как кайокен и генки дама. Проходит один год, и друзья Гоку его воскрешают. Саяны уже прилетели, и все вместе пытаются защитить Землю, но в итоге большинство умирает. Наппа умирает, но Веджите удалось сбежать. Поскольку Пикколо умер, то умер и Ками Земли, следовательно, все драгонболлы исчезли. Бульма, Гохан и Курилин отправляются на Намек, чтобы воспользоваться Намекианскими драгонболлами. Там их поджидает Фриза и Веджита. Веджита и друзья Гоку объединяются против Фризы, но проигрывают. К тому времени, за ними прилетает Гоку, прошедший тренировки под гравитацией в 100 раз сильнее земной. Но этой силы не хватает, чтобы победить Фризу. Увидев смерть Курилина, Гоку превращается в Супер Саяна, и готов сражаться на равных с Фризой. В итоге Гоку побеждает, но не убивает его, а Фриза уничтожает Намек. Друзья Гоку с помощью драгонболлов успевают спасти всех Намекианцев и перенести их на Землю. На земле они всех воскрешают благодаря Намекианским драгонболлам, но когда они загадали воскресить Гоку, оказалось, что он все ещё жив, и не хочет возвращаться на Землю, потому что он тренируется на планете Ядрат. Спустя какое-то время, Фриза летит на землю, чтобы убить Гоку, но там его уже поджидает Транкс и убивает его. Позже оказалось, что Транкс пришел из будущего, а также, что он сын Бульмы и Веджиты, который родится 3 года спустя. Также он говорит, что спустя 3 года на земле появится 2 опасных андроида — № 17 и № 18. Спустя 3 года оказалось, что существует ещё 2 андроида — Целл и № 16. Целл поглощает семнадцатого и восемнадцатого и принимает свою совершенную форму. Он устраивает турнир боевых искусств «Игры Целла», и если его никто не победит, то Земля будет уничтожена.